# Flota del Bàltic
La Flota del Bàltic Dues Vegades Bandera Roja (rus: Дважды Краснознамённый Балтийский флот) va ser la Flota del mar Bàltic, primer pertanyent a la Marina Imperial Russa, després a la Marina Soviètica i actualment a la Marina Russa. Es guanyà l'apel·latiu Dues Vegades Bandera Roja durant el període soviètic, indicant que va guanyar dues vegades l'Orde de la Bandera Roja. El seu quarter general està a Kaliningrad, amb la seva base principal a Baltiysk, i una altra base a Kronstadt, al golf de Finlàndia. La Flota és la formació més antiga de la Marina Russa, ja que es va establir el 1703 com a part de la Marina Imperial Russa.

## Història

### Rússia imperial
La Flota del Bàltic de la Rússia imperial va ser creada durant la Gran Guerra del Nord a instigació del Tsar Pere el Gran, qui ordenà que fossin construïts a Lodeynoye Pole els primers vaixells per a la Flota del Bàltic el 1702 i el 1703. El primer comandant va ser un almirall holandès, Cornelius Cruys, que va ser succeït el 1723 pel comte Fiodor Apraksin. El 1703, la base principal de la flota va establir-se a Kronstadt. Una de les primeres accions de la flota va ser la conquesta de Shlisselburg. El 1701, Pere el Gran fundà una acadèmia especial, l'Acadèmia de Matemàtiques i Navegació (rus: Школа математических и навигацких наук), situada a la torre Sukharev de Moscou. Després va ser traslladada a Sant Petersburg, un cop s'havia construït la ciutat, i el 1752 va ser redenominada Cos de Cadets Navals. Actualment és l'Institut Naval de Sant Petersburg – Cos Naval Pere el Gran.

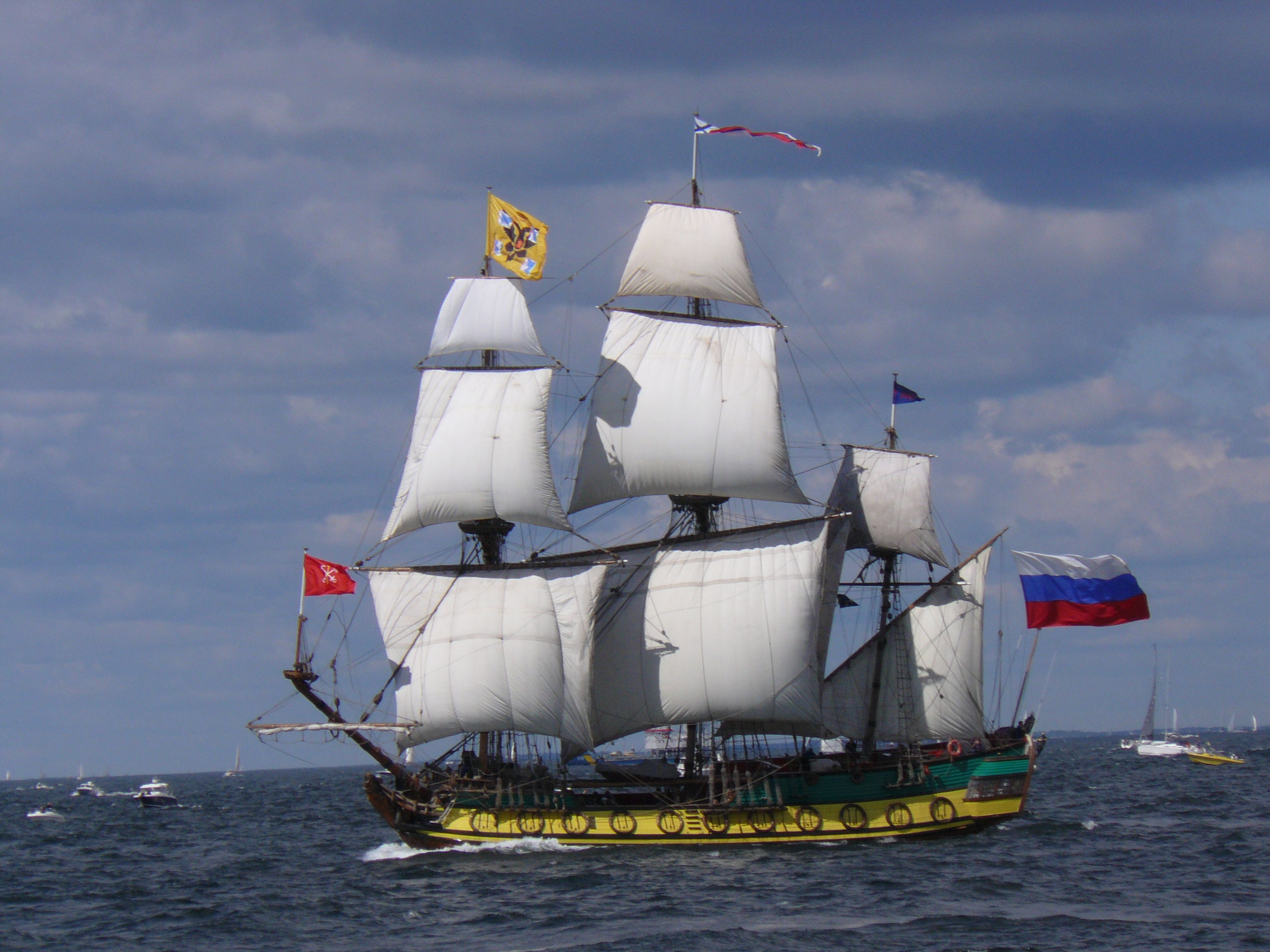
El primer vaixell va ser la fragata de 3 pals i 24 canons Shtandart.

La Flota del Bàltic comença a rebre vaixells nous des de 1703, considerant-se que el primer vaixell de la flota va ser la fragata de 3 pals i 24 canons Shtandart. El 1724, la flota tenia 141 naus de guerra a vela i centenars de naus de rems.
Durant la Gran Guerra del Nord, la Flota del Bàltic col·laborà en la conquesta de Vyborg, Tallinn, Riga, l'arxipèlag Moonsund, Hèlsinki i Turku. La primera gran victòria de la Marina Russa va ser a Gangut el 1714, a la que seguí la de Grengam el 1720. Durant les darreres etapes de la guerra, la flota portaria tropes terrestres a Suècia, destruint els assentaments costaners.
Durant la Guerra dels Set Anys, la Flota Russa del Mar Bàltic va actuar a la costa de Pomerània, ajudant a la infanteria a conquerir Memel el 1757 i Kolberg el 1761. L'Oresund va ser sotmès a un bloqueig per tal d'evitar que la marina britànica pogués accedir al mar Bàltic. Durant la Guerra sueca de Caterina II la flota, comandada per Samuel Greig, va derrotar els suecs a Hogland (1788) i a Byborg (1790). Un impetuós atac de la flotilla sueca el 9 de juliol de 1790, a la Segona Batalla de Svensksund, resultà en un desastre per a la marina russa, que perdé prop de 9.500 homes dels 14.000 que tenia, així com un terç de la flota. Va ser la batalla naval més gran guanyada mai per Suècia, i la salva de la derrota a la guerra.
Durant la Guerra russoturca (1806-1812), la flota navegà per la Mediterrània i destruí la marina otomana a Çeşme (1770), als Dardanels, a Atos (1807) i a Navarino (1827). En la mateixa època, Ivan Krusenstern donà la volta al globus, mentre que un altre oficial de la Flota del Bàltic, Faddei Bellingshausen, descobrí l'Antàrtida.
Durant la Guerra de Crimea, la flota (tot i que no disposava de vaixells de vapor), evità que els aliats ocupessin Hanko, Sveaborg i Sant Petersburg. Malgrat ser numèricament inferiors als Aliats (que a més també eren tecnològicament superiors), va ser la Flota Russa qui incorporà novetats a la guerra naval com les mines de torpedes, inventades per Boris Iacobi. D'altres inventors que serviren a la Flota del Bàltic van ser Aleksandr Stepànovitx Popov (qui va ser el primer a demostrar les aplicacions pràctiques de les ones de ràdio electromagnètiques); Stepan Makarov, el primer a llançar torpedes des d'un vaixell; Alexei Krylov, autor de la teoria moderna sobre la inundabilitat d'un vaixell; i Alexander Mojaiski, co-inventor de les aeronaus.

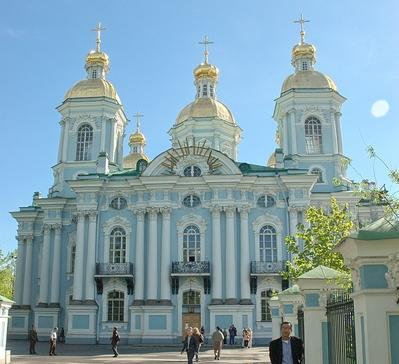
La Catedral Naval de Sant Nicolau a Sant Petersburg és l'església principal de la marina russa. La part exterior està coberta de plaques als mariners russos perduts al mar

#### L'edat del ferro
Ja el 1861 es van construir els primers vaixells cuirassats per a la Flota del Bàltic. El 1863, durant la Guerra Civil Americana, la majoria dels vaixells oceànics de la flota, incloent-hi el vaixell insígnia Alexander Nevsky van ser enviats a Nova York. Al mateix temps es botaren 10 monitors classe Uragan, basats en el disseny americà. El 1869, la Flota botà el primer cuirassat del món amb torreta, el Piotr Veliky. Posteriorment, durant la segona meitat del segle xix i inicis del XX es creà una forta cadena de bateries d'artilleria costanera per cobrir les aproximacions a Sant Peterburg, Riga i d'altres bases importants.
La Flota del Bàltic va tenir un paper preeminent a la Guerra Russojaponesa. El setembre de 1904, un esquadró a les ordres de l'almirall Zinovi Rojestvenski va donar la volta a l'Àfrica, aturant-se als ports colonials francesos, alemanys i portuguesos de Tànger, Dakar, Gabon, Baía dos Tigres, Angra Pequeña i Nossi Be (Madagascar), llavors per l'oceà Índic fins a Cam Ranh Bay, a la Indoxina francesa i d'allà fins al nord, per al seu fatal encontre amb la flota japonesa a la batalla de Tsushima. La Línia Hambug-Amerika alemanya els envià 60 miners amb subministraments per al seu èpic viatge. Durant el viatge pel mar del Nord, la flota va prendre uns vaixells de pesca britànics per torpedineres japoneses i obrí foc, causant la mort de 3 mariners en el que s'ha donat a conèixer com l'incident de Dogger Bank. La decisió d'enviar la flota al Pacífic es va prendre després que Rússia patís diverses derrotes a mans de l'exèrcit japonès a Manxúria. Aquesta derrota històrica trenca l'hegemonia russa a l'Extrem Orient i preparà l'escenari per a la fracassada Revolució Russa de 1905, que començà el declivi que faria caure la monarquia el 1917.

#### Primera Guerra Mundial

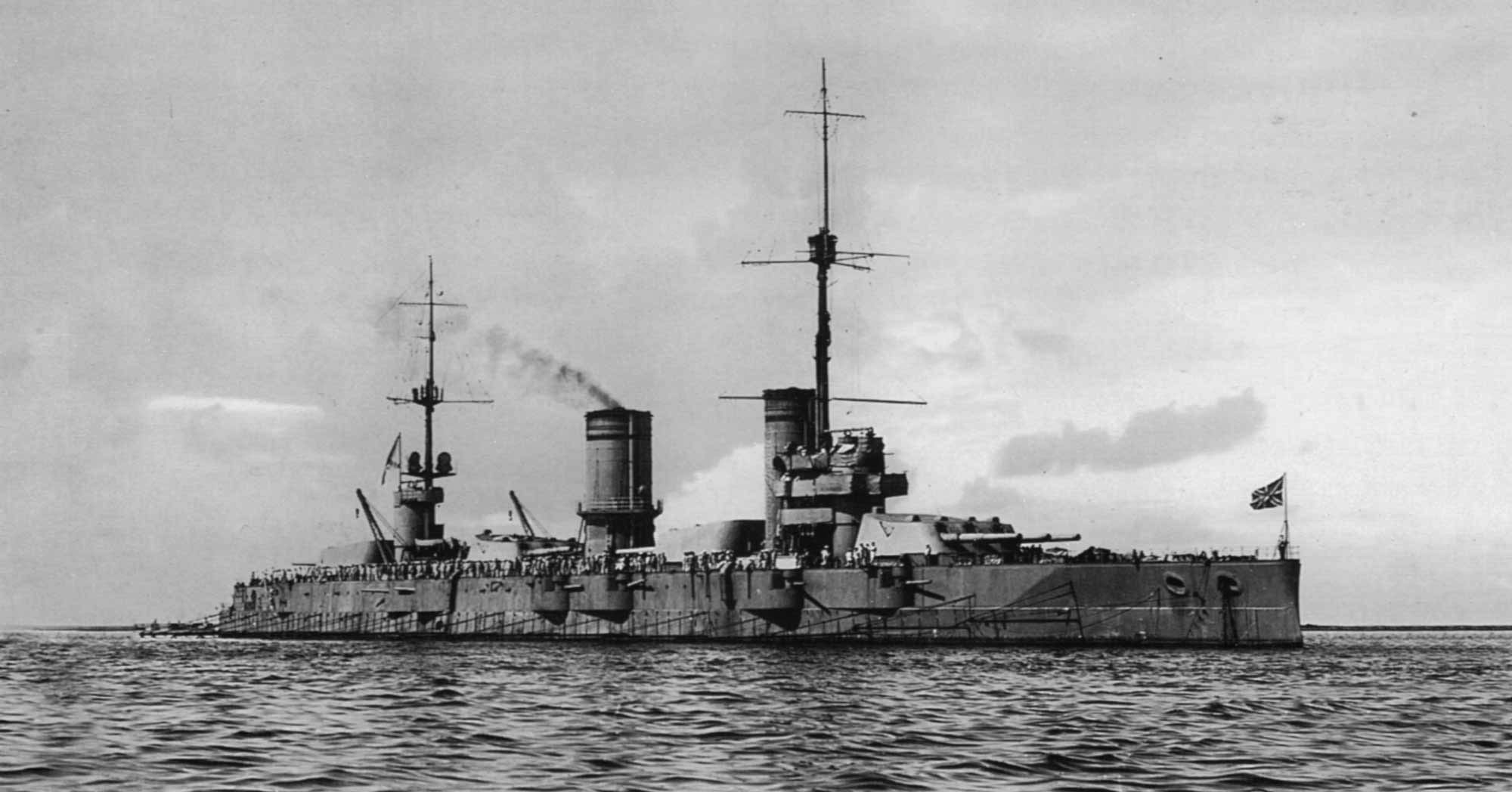
El cuirassat "Revolució d'Octubre", de la Flota del Bàltic de l'URSS

Després de les pèrdues catastròfiques en cuirassats durant la Guerra Russojaponesa, Rússia s'embarcà en un nou programa de construcció naval que havia d'incorporar diversos dels més moderns cuirassats de tipus dreadnought a la flota. A finals de 1914, 4 dreadnoughts de la classe Gangut entraren en servei a la flota: el Gangut, el Poltava, el Petropavlovsk, i el Sebastòpol. A més, quatre creuers de batalla més poderosos, de la classe Borodino estaven en construcció, tot i que mai no es completaren. L'operació principal de la flota durant la I Guerra Mundial va ser la Travessa del Gel de la Flota Bàltica (1918), portada a terme per Alexander Zelenoy. Però la majoria de les unitats pesades de la flota romangueren a port durant la guerra, donada l'aclaparadora superioritat alemanya.
La flota tenia submarins de 355 tones, construïts per l'Electric Boat Co. als Estats Units. Quatre d'aquests submarins, l'AG-11, l'AG-12, l'AG-15, l'AG-16 van ser enfonsats al port de Hanko el 3 d'abril de 1918, just abans que la Divisió Naval del Bàltic alemanya desembarqués en suport de l'Exèrcit Blanc durant la Guerra Civil Finesa. Durant la guerra la flota va rebre el suport d'un destacament de submarins britànics. Aquests submarins van ser enfonsats per les seves tripulacions prop del far de Harmaja, prop de Hèlsinki, el 4 d'abril de 1918.

### Era soviètica
Durant la Revolució d'octubre, els mariners de la Flota del Bàltic (anomenada Forces Navals del Mar Bàltic al març de 1918) estaven entre els seguidors més ardents dels Bolxevics, i formaren un cos d'elit entre les forces militars de l'Exèrcit Roig. Diversos vaixells de la flota van prendre part en la Guerra Civil Russa, destacant en els combats amb la marina britànica que operava al Bàltic com a part de les forces d'intervenció. Anys després, això no obstant, les relacions entre els mariners de la Flota del Bàltic i el règim bolxevic toparen, rebel·lant-se contra el govern soviètic a la revolta de Kronstadt el 1921, però van ser derrotats.
La Flota, redenominada Flota del Bàltic Bandera Roja des de l'11 de gener de 1935 va créixer durant l'etapa soviètica, inicialment descansant sobre els vaixells de guerra tsaristes, però afegint unitats modernes construïdes a les drassanes soviètiques des de 1930 en endavant. Entre els comandants soviètics de la Flota trobem a Gordei Levtxenko el 1938-39 i a Arseniy Golovko el 1952-56. Entre els vaixells i submarins lliurats a la flota estan el submarí M-256, (Projecte 615), un submarí dièsel d'atac de curt abast. La flota també adquirí un nombre considerable d'avions amb base a terra per formar una poderosa força d'aviació naval.

#### Pactes del Bàltic d'assistència mútua i posterior invasió
El setembre del 1939, la flota amenaçà els estats bàltics com a part d'una sèrie d'accions destinades a convèncer-los a acceptar l'oferiment soviètic d'assistència mútua. Subseqüentment, al juny de 1940, la flota els bloquejà en suport de la invasió soviètica.

#### Guerra d'Hivern
Finlàndia, que havia rebutjat signar un pacte d'assistència mútua, va ser atacada per la Unió Soviètica al novembre de 1939. La flota juga un petit paper en la guerra, realitzant principalment bombardeigs d'artilleria contra les fortificacions fineses. Diversos avions de la flota van participar també en operacions conta Finlàndia. Aquestes operacions, però, s'aturaren amb la congelació del Golf de Finlàndia, car aquell hivern va ser excepcionalment fred.

#### La Gran Guerra Patriòtica
A l'inici de la Gran Guerra Patriòtica, la Flota del Bàltic disposava de 2 cuirassats, 2 creuers, 2 caps de flotilla, 19 destructors, 48 llanxes torpedineres, 65 submarins i altres vaixells, així com 656 avions. Durant la guerra la Flota, comandada pel vicealmirall Vladimir Tributz, defensà la península d'Hanko, Tallinn, diverses illes de l'RSS d'Estònia, participà en la lluita del setge de Leningrad, etc. 137 mariners de la Flota del Bàltic van ser honorats amb el títol d'Heroi de la Unió Soviètica. Però durant la majoria de la guerra la flota va estar atrapada dels camps de mines alemanya a Leningrad i a Kronstadt, les úniques bases que quedaven en mans soviètiques a la costa del Bàltic. Molts mariners de la flota van lluitar a terra com infanteria durant el setge. Només els submarins podien arriscar-se a navegar cap a mar obert i atacar la navegació alemanya, assolint èxits notables cap al final de la guerra, enfonsant vaixells com el Wilhelm Gustloff, el Steuben i el Goya, causant unes grans pèrdues de vides humanes. A finals d'agost de 1941, la Flota portà a terme l'evacuació de Tallinn.

#### La Guerra Freda
Durant el període de la postguerra immediata, la importància de la Flota del Bàltic Bandera Roja augmentà, tot i que el Bàltic és un mar poc profund i que pot convertir-se fàcilment en un coll d'ampolla. La Flota del Bàltic va créixer fins a ser dues Flotes: la 4a Flota del Bàltic Bandera Roja i la 8a Flota del Bàltic Bandera Roja el 15 de febrer de 1946. Però durant el període post-estalinista, amb les reformes generals i retallades de les Forces Armades soviètiques, les dues flotes del Bàltic van ser reduïdes, amb diversos vaixells construïts abans de la Revolució sent destinats al desballestament, i la Flota tornà a anomenar-se Flota del Bàltic Bandera Roja el 24 de desembre de 1955.
A Liepaja, el 14è esquadró de submarins de la Flota del Bàltic va servir de base a 16 submarins (613, 629, 651); i era el 6è grup de subministrament de la Flota del Bàltic, i la 81a oficina de disseny i centre de comandament de la reserva de la mateixa força.
Lluny de reduir la importància, les operacions de la Flota del Bàltic durant les primeres etapes de la Guerra Freda van tenir gran prestigi, amb una segona concessió de l'Orde de la Bandera Roja el 7 de maig de 1965, quan la flota passà a anomenar-se Flota del Bàltic Dues Vegades Bandera Roja. Tot i que la Unió Soviètica retallà recursos al constituir la Flota del Nord i la Flota del Pacífic (disposant totes dues d'un accés fàcil a mar obert), la Flota del Bàltic assumí la molt important posició de donar suport al flanc nord del Teatre Europeu en cas d'una confrontació amb l'OTAN. Aquest paper va ser subestimat des de la perspectiva de les marines d'aigües blaves, però era vist com a molt valuosa des de la perspectiva estratègica dels planificadors de l'Estat Major General Soviètic. La Flota del Bàltic seguí sent una flota molt poderosa, que arribat el cas de guerra hauria d'encarregar-se de realitzar assalts amfibis contra les costes de Dinamarca i Alemanya, en cooperació amb les forces navals poloneses i germano-orientals.
El 1975 tingué lloc un incident notable que involucrà la flota, quan esclatà un motí a la fragata Storozhevoy. També hi hagué nombroses queixes per part de Suècia segons les quals els submarins de la Flota Bàltica havien entrat il·legalment a les seves aigües territorials. A l'octubre de 1981, el submarí classe Whiskey U-137 navegà per les aigües territorials sueques, prop de la important base naval de Karlskrona, causant un seriós incident diplomàtic. Els vaixells suecs van conduir el submarí cap a aigües profundes i li permeteren tornar cap a la Unió Soviètica a inicis de novembre.

#### Comandants
| Nom                                      | Període de comandament                        |
| ---------------------------------------- | --------------------------------------------- |
| Aleksandr Vladimirovitx Razvozov         | 7 de juliol - 5 de desembre de 1917           |
| Aleksandr Antónovitx Rujek               | 7 de desembre de 1917 - 13 de març de 1918    |
| Aleksandr Vladimirovitx Razvozov         | 13-20 de març de 1918                         |
| Aleksei Mijailovitx Ixtxastnii           | 22 de març - 26 de maig de 1918               |
| Sergei Valerianovitx Zarubaiev           | 27 de maig de 1918 - 18 de gener de 1919      |
| Aleksandr Pavlovitx Zelenoi              | 18 de gener de 1919 - 2 de juliol de 1920     |
| Fedor Fedorovitx Raskolnikov             | 2 de juliol de 1920 - 27 de gener de 1921     |
| Vladimir Andreievitx Kukel (en funcions) | 27 de gener de - 3 de març de 1921            |
| Ivan Kuzmitx Kojanov                     | 3 de març - 4 de maig de 1921                 |
| Mikhaïl Vladimirovitx Viktorov           | 4 de maig de 1921 - 6 de maig de 1924         |
| Aleksandr Karlovitx Vekman               | 1924 - 1926                                   |
| Mikhaïl Vladimirovitx Viktorov           | 1926 - 1932                                   |
| Lev Mikhaïlovitx Galler                  | 22 d'agost de 1932 - 25 de gener de 1937      |
| Aleksandr Kuzmittx Sivkov                | 25 de gener - 15 d'agost de 1937              |
| Ivan Stepànovitx Issakov                 | 15 d'agost de 1937 - 9 de gener de 1938       |
| Gordei Ivànovitx Levtxenko               | 10 de gener de 1938 - 27 d'abril de 1939      |
| Vladimir Filippovitx Tributs             | 28 d'abril de 1939 - 15 de febrer de 1946     |
| Arseni Grigorievitx Golovko              | 27 de gener - 24 de novembre de 1956          |
| Nikolay Mikhaïlovitx Kharlamov           | 24 de novembre de 1956 - 29 de maig de 1959   |
| Aleksandr Evtafievitx Orel               | 29 de maig de 1959 - 27 de gener de 1967      |
| Vladimir Vasilievitx Mikhaïlin           | 27 de gener de 1967 - 1 de setembre de 1975   |
| Anatolii Mikhaïlovitx Kosov              | 1 de setembre de 1975 - 2 de juny de 1978     |
| Vladimir Vasilievitx Sidorov             | 2 de juny de 1978 - 12 de febrer de 1981      |
| Ivan Matveievitx Kapitanets              | 12 de febrer de 1981 - 25 de febrer de 1985   |
| Konstantin Valentinovitx Makarov         | 25 de febrer de 1985 - 30 de desembre de 1985 |
| Vitaliy Pavlovitx Ivanov                 | 30 de desembre de 1985 - desembre de 1991     |

### Federació Russa

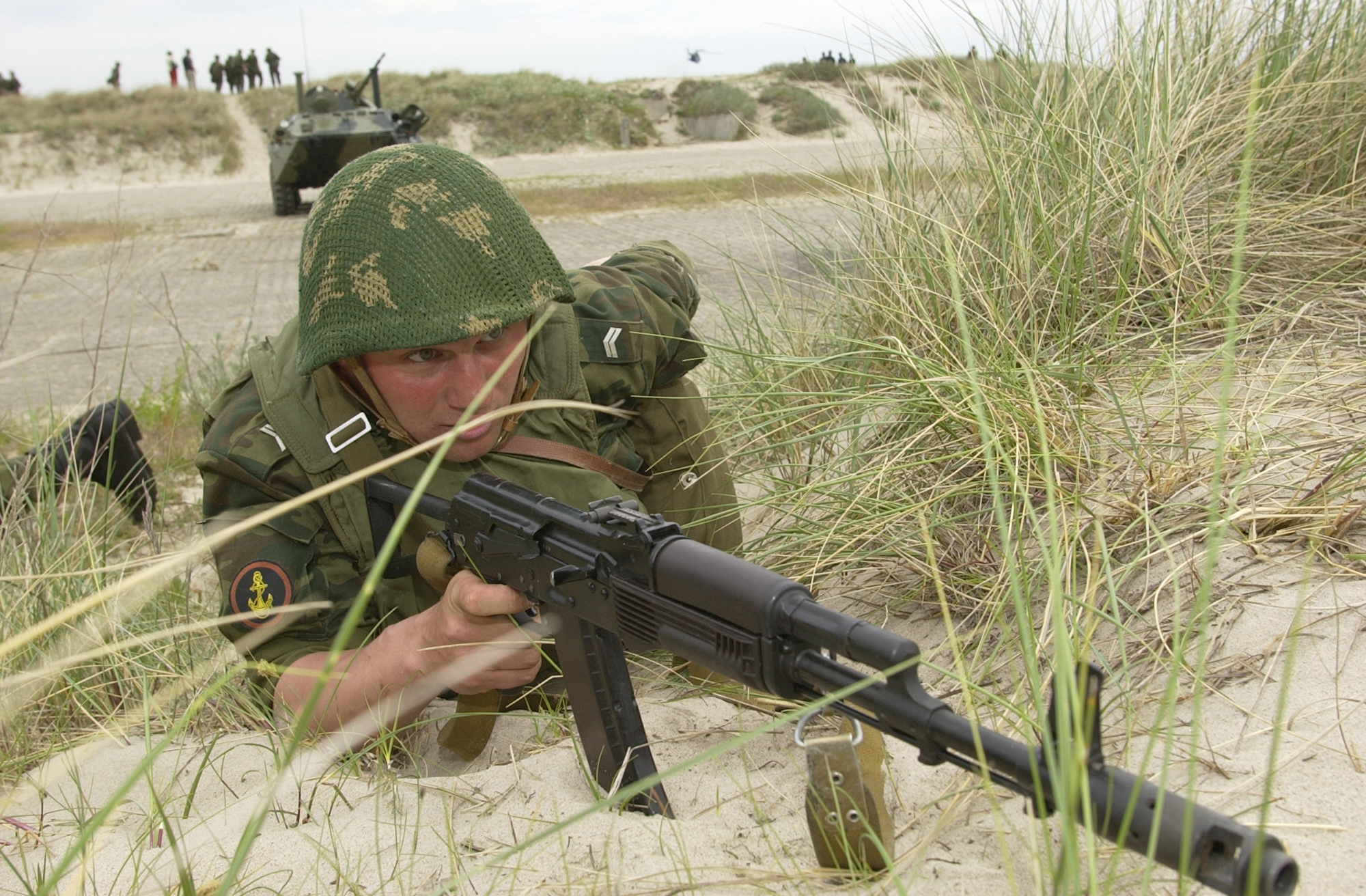
Desembarcament d'infants de marina prop d'Ustka, Polònia.

La dissolució de la Unió Soviètica privà a la Flota de diverses bases claus a Letònia, Estònia i Lituània, quedant només Kaliningrad Oblast com l'única sortida lliure de gels al Bàltic. Però l'óblast de Kaliningrad situada entre Polònia i Lituània, no està connectada per via terrestre amb la resta del territori estatal de la Federació Russa.

#### Orde de Batalla
El 2008, la Flota del Bàltic tenia uns 75 vaixells de combat de diversos tipus. Les bases principals estan a Baltiysk, i hi ha una base operativa secundària a Kronshtadt. La Base Naval de Leningrad només és una entitat administrativa, situada en una localitat gens discreta geogràficament, però que compren totes les institucions navals i instal·lacions de la zona de St. Petersburg.
Les forces operatives inclouen:
Les forces operatives inclouen:
- Submarins
  - 1 submarí classe Lada/St. Peterburg
  - 2 submarins classe Kilo

- Destructors / Fragates
  - 2 destructors classe Sovremennii
  - 2 fragata classe Neustraximi
  - 2 fragata classe Krivak

- Corbetes
  - 1 corbeta classe Steregusxiy
  - 5 corbetes classe Nanutxka
  - 8 corbetes classe Partxim
  - 7 corbetes classe Tarantul
  - 4 corbetes classe Pauk

- Naus amfíbies

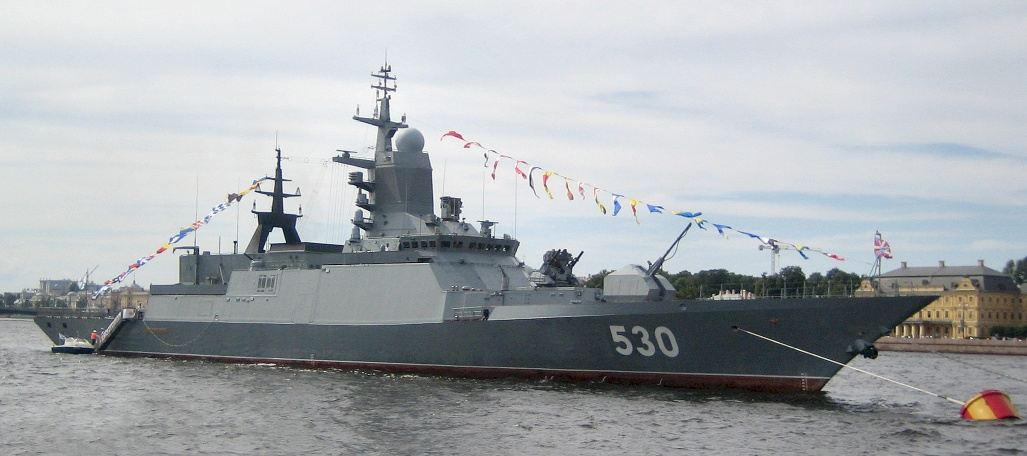
corbeta classe Steregusxiy

  - 4 Naus de desembacament classe Roputxa

- Pescamines 
  - 5 Pescamines classe Sonya
  - 1 Pescamines classe Natya
  - 6 Pescamines classe Lida

- Aviació Naval[10]
  - 689è Regiment Aeri Independent de Caces - Kaliningrad Chkalovsk - opera Su-27;
  - 4t Regiment Naval Independent Naval Aviació d'Assalt - base aèria de Txerniakhovsk - opera Su-24M/MR;
  - 125è Esquadró Independent d'Helicòpters - HQ a Chkalovsk - opera Mi-8, Mi-24 (era l'antic 288è Regiment Independent d'Helicòpters de l'11è Exèrcit de la Guàrdia);
  - 396è Esquadró Independent d'Helicòpters Anti-Submarins - base aèria de Donskoye - Ka-27/PS, Ka-29;
  - 398è Esquadró Independent de Transport Aeri - HQ at Khrabrovo - An-2, An-12, An-24, An-26, Be-12, Mi-8.

Les unitats d'aviació de la flota estaven equipades amb un total de 23 Su-27, 26 Su-24, 14 An-12/24/26, 2 An-12 Cub (MR/EW), 11 Mi-24 Hind, 19 Ka-28 Helix, 8 Ka-29 Helix helicòpters d'assalt, i 17 Mi-8 Hip helicòpters de transport el 2007, d'acord amb el IISS.
- Forces Terrestres i Costaneres de la Flota del Bàltic
  - A finals de la dècada de 1990, la 336a Brigada Independent de la Guàrdia d'Infanteria Naval i les restes de l'11è Exèrcit de la Guàrdia van ser combinats, sent anomenats Forces Terrestres i Costaneres de la Flota del Bàltic. Les restes de l'11è Exèrcit de la Guàrdia incloïen la 7a Brigada de Fusellers Motoritzats de la Guàrdia i la 18a Divisió de Fusellers Motoritzats de la Guàrdia, a més de diverses bases per a magatzems d'armament i equip, tenint suficients vehicles i armament per a tota una divisió, però només disposaven de pocs centenars d'homes destinats a mantenir l'equipament i a la vigilància de les bases.

#### Comandants
| Nom                           | Període de comandament                        |
| ----------------------------- | --------------------------------------------- |
| Vladimir Grigorievitx Iegorov | 13 de desembre de 1991 - 2000                 |
| Vladimir Prokofievitx Valuiev | 11 d'abril de 2001 - maig de 2006             |
| Konstantin Semenovitx Sidenko | maig de 2006 - 6 de desembre de 2007          |
| Viktor Nikolayevitx Mardusin  | 6 de desembre de 2007 - 8 de setembre de 2009 |
| Viktor Viktorovitx Txirkov    | 8 de setembre de 2009 - present               |